# موقو (تشاد)
موقو هي محافظة فرعية تابعة لمحافظة لوق شاري بإقليم شاري باغورمي في تشاد. 